# Feodosij (Šitov)
Feodosij (světským jménem: Anton Michajlovič Šitov; * 30. října 1968, Čeboksary) je ruský duchovní Ruské pravoslavné církve a biskup alatyrský a porecký.

## Život
Narodil se 30. října 1968 v Čeboksarech.
Po střední škole absolvoval povinnou vojenskou službu. Poté pracoval jako designér a brusič. Od roku 1991 studoval na fakultě designu Čeboksarského pedagogického institutu (dnes Čuvašská statní pedagogická univerzita). V srpnu 1993 se stal poslušníkem monastýru Svaté Trojice v rodném městě .
Dne 19. srpna 1994 byl postřižen na monacha se jménem Feodosij na počest svatého Teodosia Pečerského. O dva dny později byl arcibiskupem čeboksarským a čuvašským Varnavou (Kedrovem) rukopoložen na jerodiákona a 29. května 1995 na jeromonacha. 
Dne 13. dubna 2004 byl povýšen na igumena. Teologická studia absolvoval na Nižněnovgorodském duchovním semináři. Byl představeným podvorje monastýru ve vesnici Maloje Čuraševo. Dne 23. února 2011 se stal představeným monastýru svatého Alexandra Něvského ve vesnici Karlšlychi a 30. května bylo toto jmenování potvrzeno Svatým synodem.
Dne 30. května 2024 jej Svatý synod zvolil biskupem alatyrským a poreckým. Dne 2. června byl povýšen na archimandritu a biskupská chirotonie proběhla 16. června v chrámu Krista Spasitele v Moskvě. Hlavním světitelem byl patriarcha moskevský a celé Rusi Kirill.